# House of Five Leaves
House of Five Leaves (яп. さらい屋五葉 Сарай-я Гоё:, рус. «Дом Пяти Листьев») — манга, написанная и иллюстрированная Нацумэ Оно. Публиковалась в сэйнэн-журнале «Shogakukan Ikki» с 2006 по 2010 год и была объединена в 7 танкобонов. Манга была экранизирована студией Manglobe; двенадцатисерийное аниме демонстрировалось с апреля по июль 2010 года на телеканале Fuji TV в программном блоке noitaminA.

## Сюжет
Ронин Акицу Масаносукэ — опытный мечник, но из-за особенностей его характера и внешнего вида ему приходится отказаться от этой работы. Вскоре он встречает Яити, лидера группировки под названием «Пять Листьев», и начинает работать там телохранителем. Ему не нравятся намерения группировки, но он, несмотря на это, соглашается работать с ними.

## Персонажи
- Акицу Масаносукэ (яп. 秋津 政之助 Акицу Масаносукэ)

Сэйю — Дайсукэ Намикава.
Опытный мечник, выходец из знатной семьи. Оставил родные места, чувствуя, что ему там нет места. Он очень застенчив и, несмотря на его невероятный талант, его часто увольняют. Он работает с «Пятью Листьями» после того, как Яити на время нанял его телохранителем, и опасается нелегальной деятельности группы, которая заключается в похищении людей с целью получения выкупа. Ему нравится беззаботная личность Яити и он продолжает работать с Пятью Листьями в надежде научиться большему у него. Проявляет большое любопытство по отношению к темному прошлому своего лидера. Со временем, работая в Пяти Листьях, Масаносукэ становится более зрелым человеком.
- Яити (яп. 弥一 Яити)

Сэйю — Такахиро Сакураи.
Харизматичный лидер Пяти Листьев. Загадочный человек, не любящий говорить о своём прошлом. Живёт в местном борделе, защищая женщин, работающих там, и попутно флиртует с ними. Легко различим из-за его волос светлого цвета и смуглой кожи. Часто курит трубку.
- Мацукити (яп. 松吉 Мацукити)

Сэйю — Юя Утида.
Был одиноким разбойником до того, как стал участником Пяти листьев. В Пяти Листьях он выполняет роль шпиона и собирает информацию о их целях. Он делает украшения для волос для того, чтобы заработать денег вне «Пяти Листьев».
- Умэдзо (яп. 梅造 Умэдзо:)

Сэйю — Масая Такацука.
Владелец таверны, в которой участники Пяти Листьев встречаются и обсуждают их планы.
- Отакэ (яп. おたけ Отакэ)

Сэйю — Фуюка Оура.
Отакэ работала в борделе до того, как Яити выкупил её оттуда. После этого она начала работать с ним и сформировала группировку «Пять Листьев», которой она также дала имя.

## Список серий
| №  | Заглавие                      | Трансляция          |
| -- | ----------------------------- | ------------------- |
| 1  | In Name Only                  | 15 апреля 2010 года |
| 2  | Make Love to Me               | 22 апреля 2010 года |
| 3  | Gradually Get Him Involved    | 29 апреля 2010 года |
| 4  | Sure Does Get Carried Away    | 6 мая 2010 года     |
| 5  | It'll Be Fine                 | 13 мая 2010 года    |
| 6  | Consider Yourself Fortunate   | 20 мая 2010 года    |
| 7  | Thoughtless of Me             | 27 мая 2010 года    |
| 8  | Deeply Indebted to Two People | 3 июня 2010 года    |
| 9  | Come to Rescue You            | 10 июня 2010 года   |
| 10 | A Dirty Stray Cat             | 17 июня 2010 года   |
| 11 | Pardon Me                     | 24 июня 2010 года   |
| 12 | Already Wasted                | 1 июля 2010 года    |